# Оскар Де Ла Оя
Оскар Де Ла Оя (на английски: Oscar De La Hoya) е американски професионален боксьор, боксиращ в лека-полусредна категория, сред най-популярните професионални боксьори в света. На 14 април 2009 година официално обявява края на своята боксова кариера.
Олимпийски шампион в категория до 60 килограма от Летните Олимпийски игри в Барселона 1992 година, където в победния си път среща на четвъртфинала, българския боксьор Тончо Тончев, като го побеждава с 16-7 гласа. Докато се състезава като аматьор, Де Ла Оя има 223 победи, 163 с нокаут и само 6 загуби.
Оскар Де Ла Оя основава компанията „Golden Boy Promotions“, промотираща бойни спортове, която e най-успешната в света компания в този сектор.
Като професионален боец 10 пъти е световен шампион в 6 различни категории. Прави 17 защити на своите титли.
„Златното момче“ прави още едно запомнящо се постижение, преди да се откаже от активна спортна кариера, като постига общ обем на нетни приходи на професионален боксьор в размер 612 милиона долара, получени за 18 мача, предавани по платени ТВ канали „пей-пър-вю“ (pay-per-view), най-много в цялата история на бокса.

## Хулио Сезар Чавес,Феликс Тринидат,Пернел Уитакър
На 7 юни 1996 година Де Ла Оя (по онова време с рекорд: 21 победи, от които 19 нокаута и без загуба), излиза срещу мексиканската боксова легенда Хулио Сезар Чавес за Световната титла в категория лека-средна, версия WBC. Де Ла Оя печели с технически нокаут в трети рунд.